# 煙煙羅

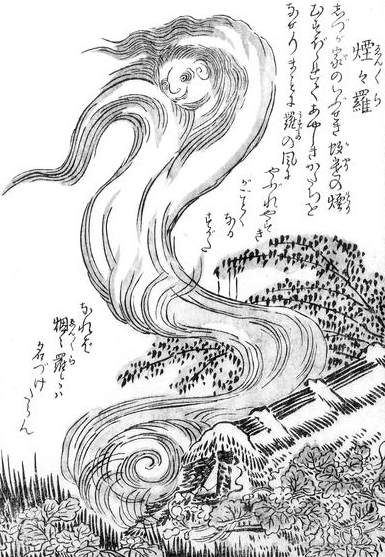
鳥山石燕「今昔百鬼拾遺」的「煙煙羅」

煙煙羅（日语：／），又稱煙羅煙羅（日语：／）、閻羅閻羅，為鳥山石燕今昔百鬼拾遺中一種煙的妖怪

## 概要
在煙霧中有着可怕臉龐的妖怪。解說文「在清靜的家中的蚊香的煙圍繞著，弄出一個奇怪的形狀。就像薄衣服(羅)被風吹動，因此被稱為煙煙羅。」
《徒然草》十九段「到了六月，一個令人毛骨悚然的家裏，見到白色的光，原來是蚊香來的。」

## 解釋
因為它亦被寫為閻羅閻羅，閻羅與閻魔相似，因此有解釋為地獄的業火的形象。據說只有無聊、觀察力強、心地善良等的人才能見到它。
因為沒其他煙妖怪的例子，所以有人認為煙煙羅是鳥山石燕創造的妖怪。

## 相關文化
- 日本3人音樂組合ゑんら的組合名取自煙煙羅[6]。
- 东方Project的官方漫畫《东方铃奈庵 ～ Forbidden Scrollery.》中扮演邪惡的妖怪，被該系列的女主角所擊敗。
- 遊戲陰陽師中的式神
- 遊戲仁王2的首領之一